# Dover (Arkansas)
Dover város az USA Arkansas államában. Lakosainak száma 1337 fő (2020. április 1.).

## Népesség
A település népességének változása:
| Lakosok száma | 1329 | 1378 | 1337 |
|               | 2000 | 2010 | 2020 |